# Carex timmiana
Carex timmiana là một loài thực vật có hoa trong họ Cói. Loài này được Junge mô tả khoa học đầu tiên năm 1904.